# Edin's Hall Broch
Edin's Hall Broch, ook bekend als Odin's Hall Broch, is een broch ten noorden van Duns in de regio Scottish Borders van Schotland. Het is een van de meest zuidelijk gelegen brochs in Schotland. De meeste brochs liggen namelijk in het noorden van Schotland.

## Geschiedenis
Deze broch stamt uit de IJzertijd. Tijdens de Romeinse tijd, werd de broch bewoond door leden van de Votadini stam.

## Bouw

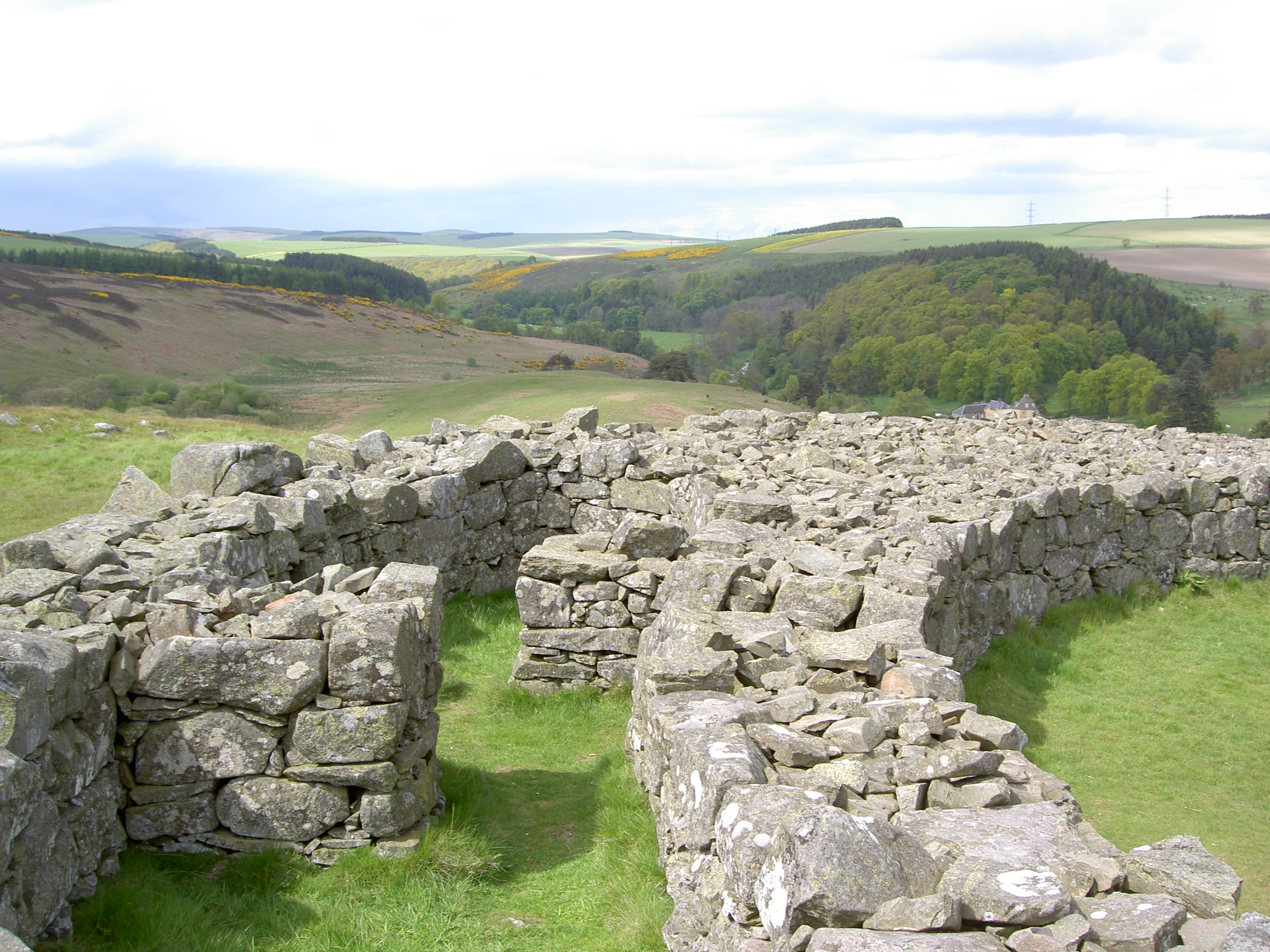
De muur van Edin's Hall Broch met daarin vertrekken

De broch is gelegen op een heuvel boven de Whiteadder River. Op deze heuvel bevond zich een fort, waar de broch een deel van uitmaakte. Rondom de heuveltop zijn er aarden versterkingen. Binnen deze versterkingen zijn er restanten van woningen en de broch. De broch zelf is relatief groot met een diameter van ongeveer 25 meter. In de dikke muren zijn er ruimtes uitgespaard voor vertrekken en een trap.

## Beheer
Edin's Hall Broch wordt beheerd door Historic Scotland.